# Kleine fruroliet
De kleine fruroliet (Phrurolithus minimus) is een spinnensoort uit de familie van de Phrurolithidae.
De wetenschappelijke naam van de soort werd in 1839 gepubliceerd door Carl Ludwig Koch.